# Rapala batilma
Rapala batilma är en fjärilsart som beskrevs av Hans Fruhstorfer 1912. Rapala batilma ingår i släktet Rapala och familjen juvelvingar. Inga underarter finns listade.